# Die Unschuldigen mit den schmutzigen Händen
Die Unschuldigen mit den schmutzigen Händen ist eine Literaturverfilmung von Claude Chabrol aus dem Jahr 1975, die auf dem Roman „Unschuldig wie eine Schlange“ (Original: The Damned Innocents) von Richard Neely basiert. Romy Schneider spielte die Hauptrolle als Femme fatale.

## Handlung
Nachdem sie eine Affäre mit dem Schriftsteller Jeff Marle angefangen hat, stellt Julie Wormser den gutaussehenden jungen Mann ihrem Mann Louis vor. Jeff besucht das Ehepaar nun regelmäßig. Der alkoholkranke Louis scheint nicht zu merken, dass Julie und Jeff sich verliebt haben und planen, ihn umzubringen und vom großen Erbe zu leben. Eines Nachts schlägt Julie dem schlafenden Louis mit einem Knüppel auf den Kopf. Danach wird der Ohnmächtige von Jeff auf sein Boot geschleppt, um später auf dem Meer über Bord geworfen zu werden.
Kommissar Villon wird mit der Aufklärung des Falls beauftragt und verdächtigt schon nach kurzer Zeit Julie. Allerdings kann ihr Anwalt, Maître Légal, den Richter davon überzeugen, dass die Beweislage nicht eindeutig ist. Sie kommt wieder auf freien Fuß. Bald muss sie erfahren, dass Jeff durch einen Autounfall ums Leben gekommen ist und ihr Mann gar nicht tot ist.
Als Louis zurückkehrt, erklärt er, dass er Jeff ermordet habe, aber vor dessen Tod ihn genötigt hatte, ein Geständnis zu schreiben. Von nun an möchte er ein guter Ehemann sein, und so vergibt er Julie das gemeinsame Mordkomplott mit Jeff. Es kommt zwischen den beiden seit langem wieder zum Geschlechtsverkehr.
Es stellt sich auch heraus, dass Jeff nicht tot ist und auch er zu Julie und Louis zurückkehrt. Als er die beiden mit zwei Revolvern bedroht, küsst Julie Jeff, und dieser gibt ihr eine der beiden Waffen. Sie richtet diese auf Louis, der einen Herzinfarkt erleidet, aber lässt von ihm ab, als Jeff aus dem Haus verschwindet. Da Julie merkt, dass ihr Mann im Sterben liegt, steigt sie zu Jeff ins Auto und bittet ihn, einen Arzt zu holen. Stattdessen hält Jeff den Wagen an und versucht, Julie zu vergewaltigen. In diesem Moment kommt Kommissar Villon und verhaftet Jeff, gleichzeitig erklärt er Julie, dass Louis tot sei.
Am Ende des Films spricht Julie wieder mit ihrem Anwalt. Als sie die Absurdität der Situation erkennt, sagt ihr dieser, dass die Gesetze von Männern für Männer geschaffen worden seien.

## Hintergrund
Romy Schneider hatte sich seit Jahren eine Zusammenarbeit mit Chabrol gewünscht und willigte bei diesem Film sofort ein, ohne das Drehbuch gelesen zu haben. Während der Dreharbeiten, die u. a. in der Villa von Elsa Martinelli an der Côte d’Azur stattfanden, fühlte sie sich jedoch von ihm vor der Kamera alleingelassen. Chabrol selber hielt den Film später für eines seiner schwächeren Werke.
Der Regisseur gab an, dass ihn beim Drehbuchschreiben die Rolle der Julie immer stärker interessiert hatte. Er strich alle anderen weiblichen Figuren aus der Handlung, um das Thema der Frau in einer Männerwelt deutlicher zu machen: „So konnte ich von der dem roman noir innewohnenden Misogynie zu einem Feminismus übergehen, der mir, halten Sie sich fest, teuer ist.“

## Kritiken
„Anspruchsvoll inszeniertes, mit kriminalistischen Spannungseffekten angereichertes Melodram, das sich der Mittel einer gehobenen Kolportage bedient. Reizvoll, wenn auch gelegentlich allzu sarkastisch, spielt der Film mit unvorhersehbaren Entwicklungen und Tatbestandshypothesen.“

„Ein vorbildlich inszenierter Psychothriller von Claude Chabrol – eiskalt, perfekt und raffiniert, wie wohl kein anderer Film des Meisters.“

„‚Die Unschuldigen mit den schmutzigen Händen‘ erlaubt ein Wiedersehen mit der verstorbenen Romy Schneider, die Chabrol für die Hauptrolle gewann. Ihr eindrucksvolles Spiel macht den Film über den bloßen Psycho-Thriller mit üppigen Kolportage-Elementen hinaus zum Porträt einer Frau, die in einer Welt mehr oder minder unsympathischer Männer völlig isoliert ist. Zwar lässt sich Chabrol keinen Moment der abgefeimt fantastischen Geschichte, aus dem Spannung zu schlagen ist, entgehen, aber nach seinen eigenen Worten interessierte ihn mehr als die Krimi-Handlung die Frau, die hinter dem Vamp sichtbar wird.“

## Synchronisation
Die Synchronisation entstand 1975 bei der Berliner Synchron GmbH unter der Regie von Joachim Kunzendorf. In der DDR wurde eine eigene Synchronfassung produziert unter Regie von Peter Groeger nach einem Dialogbuch von Willi Lindner.
| Rolle             | Darsteller           | Synchronstimme BRD   | Synchronstimme DDR    |
| ----------------- | -------------------- | -------------------- | --------------------- |
| Julie Wormser     | Romy Schneider       | Romy Schneider       | Renate Rennhack       |
| Louis Wormser     | Rod Steiger          | Hans Dieter Zeidler  | Hans-Joachim Hegewald |
| Kommissar Lamy    | François Maistre     | Gottfried Kramer     | Gunter Schoss         |
| Georges Thorent   | François Perrot      | Rolf Schult          | Gerd Blahuschek       |
| Richter           | Hans Christian Blech | Hans Christian Blech | Eugen Schaub          |
| Kommissar Villon  | Pierre Santini       | Michael Chevalier    | Kurt Kachlicki        |
| Maître Jean Légal | Jean Rochefort       | Jürgen Thormann      | Jürgen Frohriep       |